# Римски цифри
Римските цифри са цифри, използвани от древните римляни в тяхната непозиционна бройна система. Поради своята непрактичност в днешно време тази система намира твърде ограничено приложение приложение някои области, предимно за номериране на еднотипни обекти.
Естествените числа се записват чрез римските цифри с помощта на повтарянето им, подчинено на определени правила. Тази система се появява около 500 г. пр.н.е. у етруските.
Римските цифри са следните:
I = 1 (едно)
IV = 4 (четири)
V = 5 (пет)
IX = 9 (девет)
X = 10 (десет)
L = 50 (петдесет)
C = 100 (сто) / лат. centum
D = 500 (петстотин) / произлиза от половината на гръцката буква Φ използвана за 1000
M = 1000 (хиляда) / лат. mille, или се е използвала гръцката буква Φ.
- Забележка: цифрата 0 не съществува.

Системата, използвана в Античността, е претърпяла малки промени през Средновековието и се различава от тази, която се използва днес. Изписването на римските цифри е било нормализирано и се базира на няколко основни принципа:
- Символите се изписват и четат от ляво надясно.
- Всеки символ, намиращ се отдясно на друг символ с равна или по-голяма стойност, се прибавя към тази стойност.
- Всеки символ, намиращ се отляво на друг символ с по-голяма стойност, се изважда от тази стойност.
- Символите са групирани в низходящ ред по стойност, освен тези, за които се прилага предишното правило. На практика това правило гласи, че при римските цифри първо се изписват хилядите, после стотиците, след това десетиците и накрая единиците.
- Символ, представляващ стойност 10x, не може да се поставя пред символ, по-голям от 10x+1. Така например M може да бъде предшестван от D и C, но не и от I, V, X или L.

## Римски цифри
При използване на посочените по-горе символи и правила системата на римските цифри позволява да се изписват всички числа от 1 до 3999. При стойности, по-големи от тези, се използвали различни техники, като прибавяне на хоризонтални черти над буквите или комбинации от специални символи. Всъщност символите D и M първоначално са били изписвани с помощта на вертикална черта и околни дъги – I) за D и (I) за M. Тази система е позволявала числа по-големи от 1000 да се изписват чрез увеличаване на броя на дъгите. Така например 10 000 се е изписвало чрез ((I)), а 100 000 чрез (((I))). Римляните не са имали име за 1 000 000 и рядко са използвали числа от такъв порядък. В края на римските и средновековни времена, след като D и M са били приети като символи за 500 и 1000, обичайно е станало кратните на 1000 да се изписват с черта над самото означение. По този начин 10 000 е станало X, а 100 000 е станало C.
Следващите таблици показват всички числа от 1 до 100, написани с римски цифри, както и основните стойности от 1 до 3000.
|    |      | 1     | 2      | 3       | 4      | 5     | 6      | 7       | 8        | 9      |
|    |      | I     | II     | III     | IV     | V     | VI     | VII     | VIII     | IX     |
| 10 | X    | XI    | XII    | XIII    | XIV    | XV    | XVI    | XVII    | XVIII    | XIX    |
| 20 | XX   | XXI   | XXII   | XXIII   | XXIV   | XXV   | XXVI   | XXVII   | XXVIII   | XXIX   |
| 30 | XXX  | XXXI  | XXXII  | XXXIII  | XXXIV  | XXXV  | XXXVI  | XXXVII  | XXXVIII  | XXXIX  |
| 40 | XL   | XLI   | XLII   | XLIII   | XLIV   | XLV   | XLVI   | XLVII   | XLVIII   | XLIX   |
| 50 | L    | LI    | LII    | LIII    | LIV    | LV    | LVI    | LVII    | LVIII    | LIX    |
| 60 | LX   | LXI   | LXII   | LXIII   | LXIV   | LXV   | LXVI   | LXVII   | LXVIII   | LXIX   |
| 70 | LXX  | LXXI  | LXXII  | LXXIII  | LXXIV  | LXXV  | LXXVI  | LXXVII  | LXXVIII  | LXXIX  |
| 80 | LXXX | LXXXI | LXXXII | LXXXIII | LXXXIV | LXXXV | LXXXVI | LXXXVII | LXXXVIII | LXXXIX |
| 90 | XC   | XCI   | XCII   | XCIII   | XCIV   | XCV   | XCVI   | XCVII   | XCVIII   | XCIX   |

|   |      | + 10  | ×10  | ×100 | ×1000 |
| - | ---- | ----- | ---- | ---- | ----- |
| 1 | I    | XI    | X    | C    | M     |
| 2 | II   | XII   | XX   | CC   | MM    |
| 3 | III  | XIII  | XXX  | CCC  | MMM   |
| 4 | IV   | XIV   | XL   | CD   |       |
| 5 | V    | XV    | L    | D    |       |
| 6 | VI   | XVI   | LX   | DC   |       |
| 7 | VII  | XVII  | LXX  | DCC  |       |
| 8 | VIII | XVIII | LXXX | DCCC |       |
| 9 | IX   | XIX   | XC   | CM   |       |

Въпреки че съществувало понятие близко до значението на 0, за числото 0 не съществува римска цифра. Липсата на това число не позволила развитието на позиционна числова система с римските цифри, което довело до постепенното им заместване с арабски цифри и след 1400 г. само арабските цифри биват използвани.
За да се определи стойността на едно число, написано с римски цифри, то трябва да бъде четено от ляво надясно. Ако една цифра е по-голяма или равна на следващата, тя се прибавя към общата стойност. В обратния случай се изважда.
- XVI = 10 + 5 + 1 = 16
- XIV = 10 – 1 + 5 = 14 (тъй като I е по-малко от V)
- DIX = 500 – 1 + 10 = 509 (тъй като I е по-малко от X)
- DCLXVI = 500 + 100 + 50 + 10 + 5 + 1 = 666 (използването на всеки базов символ по веднъж дава като резултат числото на звяра)
- DCCCLXXXVIII = 888
- MCDXCII = 1492
- MDXV = 1515
- MCMLXXV = 1000 – 100 + 1000 + 50 + 10 + 10 + 5 = 1975
- MCMXCIX = 1000 – 100 + 1000 – 10 + 100 – 1 + 10 = 1999 (кратки изписвания като MIM или IMM не отговарят на правилата)
- MMII = 2002
- MMMCMXCIX = 1000 + 1000 + 1000 – 100 + 1000 – 10 + 100 – 1 + 10 = 3999

При стойности по-големи от 4000 това правило се променя.

## Употреба
В наши времена римските цифри се използват за номериране. Например за отбелязване на вековете (като XVII век), глави и раздели на книги, закони, договори, при имената на монарси (например Симеон II, Луи XIV), при циферблатите на някои часовници, при номериране на спортни състезания (например XXVIII летни олимпийски игри) и др.